# Libertador (Distrito Capital)
Libertator is een gemeente in de Venezolaanse staat Distrito Capital. De gemeente telt 1.836.286 inwoners. De hoofdplaats is Caracas.

## Plaatsen
- 23 de enero
- Altagracia
- Antimano
- Candelaria
- Caricuao
- Catedral
- Coche
- El Junquito
- El Paraiso
- EL Recreo
- El Valle
- La Pastora
- La Vega
- Macarao
- San Agustin
- San Bernardino
- San Jose
- San Juan
- San Pedro
- Santa Rosalia
- Santa Teresa
- Sucre (Catia)

## Referentie
1. ↑  http://www.ine.gov.ve, het Venezolaanse bureau voor statistiek